# 神奈川県立百合丘高等学校
神奈川県立百合丘高等学校（かながわけんりつ ゆりがおかこうとうがっこう）は、神奈川県川崎市多摩区にある公立の高等学校。

## 沿革
- 1975年 - 創立。
- 2007年 - 制服変更。
- 2009年 - 3学期制から2学期制に変更。

## 設置課程
- 全日制

## 学校行事
- 「風音祭」　体育祭と文化祭がこの名称で,別日程で行われる。

## クラブ活動

### 運動部
- サッカー部
- 水泳部
- ソフトボール部
- 卓球部
- チアリーディング部
- テニス部(男子)
- テニス部(女子)
- バスケットボール部(男子)
- バスケットボール部(女子)
- ハンドボール部(男子)
- ハンドボール部(女子)
- バレーボール部(男子)
- バレーボール部(女子)
- バドミントン部
- 野球部
- 陸上競技部
- ダンス部・・・『夏の日本高校ダンス部選手権』全国大会において、2010年東日本大会優勝、2011年全国大会準優勝、2012年全国大会優秀賞、2014年全国大会準優勝、2015年全国大会準優勝、2016年全国大会優秀賞。
- ワンダーフォーゲル部

### 文化部
- 茶道部
- 美術部
- 吹奏楽部
- 料理部
- 軽音楽部
- メディアクリエイション部
- 鉄道研究同好会
- ESS同好会

## 交通
出典 : 
| 乗車駅                                       | のりば | 系統 | 下車停留所                 | 運行事業者 |
| -------------------------------------------- | ------ | ---- | -------------------------- | ---------- |
| 小田急小田原線・小田急多摩線新百合ヶ丘駅     | 7      | 新17 | 「百合丘高校前」、徒歩2分  | ■小田急    |
| 小田急小田原線百合ヶ丘駅                     | 2      | 百01 | 「百合丘高校前」、徒歩2分  | ■小田急    |
| 小田急小田原線生田駅                         | 2      | 生01 | 「百合丘高校前」、徒歩2分  | ■川崎市営  |
| 小田急小田原線生田駅                         | 2      | 生02 | 「生田高校前」、徒歩8分    | ■川崎市営  |
| 小田急小田原線生田駅                         | 1      | 生03 | 「百合丘高校裏」、徒歩5分  | ■川崎市営  |
| 東急田園都市線溝の口駅・JR南武線武蔵溝ノ口駅 | 南口   | 溝18 | 「鷲ヶ峰営業所」、徒歩10分 | ■川崎市営  |

## 著名な出身者
- 山咲千里 - （女優／玉川学園に転校）
- 片平巧 - （オートレース選手）
- ひるちゃん - （お笑い芸人、インポッシブルのメンバー）
- 田中美南 - 女子サッカー選手
- 河合来夢 - （ブレイクダンスダンサー、在校中に開催された2018年ユースオリンピックでの金メダリスト）